# قناة الميادين
قناة الميادين الإخبارية قناة فضائية عربية متنوعة، جزء من شبكة الميادين الاعلامية ويديرها غسان بن جدو، مقرها بيروت، وترخيصها بريطاني، وتتوزّع مكاتبها على عواصم رئيسية كأنقرة، وطهران، وواشنطن، ولندن، وبكين وغيرها، إلى جانب مكتبَين رئيسيَّين في القاهرة، وتونس العاصمة. انطلقت رسميًا يوم 11 يونيو 2012.

## الانطلاقة
بدأ بث قناة الميادين رسميا الساعة الثانية بعد الظهر بتوقيت القدس من يوم الاثنين 11 حزيران 2012، بدأ البث بكلمة موجزة للإعلامي غسان بن جدو وعدد من المراسلين حول العالم.

## الشعار
شعار القناة هو «الواقع كما هو»، كما استمد اسم القناة من ميدان التحرير وباقي الميادين العربية الأخرى التي احتضنت ثورات الربيع العربي.
فكرة الشعار مستوحاة من (قبس من نور)،[بحاجة لمصدر] وعُلم أن التسمية لم يتم اختيارها لمعناها المباشر فحسب، بل ثمة معنى مركب يكمن بين الحروف التي إن جرى تفكيكها تولد المعادلة التالية:

## التأسيس
في أواخر يوليو 2011 عقد غسان بن جدو مؤتمراً صحافياً في مقر نقابة الصحافة في بيروت أعلن فيه عن قناة فضائية جديدة تحت اسم «الميادين» من خلال الاندماج مع قناة الاتحاد التي يرأسها الإعلامي نايف كريم والتي انطلق بثها التجريبي في مايو 2011.
حدد غسان بن جدو ميزانية المحطة بحدود 40 مليون دولار وأن هناك شخصيات سعودية وفلسطينية ولبنانية ستشارك في رأس المال. قام غسان بجولة في أوروبا وأمريكا الجنوبية لطرح اسهم القناة بسعر 100 دولار أمريكي للسهم الواحد.

### مبادئ القناة
حسب إدارة القناة، نهج الفضائية يتركز على ستة نقاط:
- «الميادين» شبكة فضائية عربية شعارها إعلام الواقع، تحرص على تقديم الصورة الكاملة والمعلومة الدقيقة وعلى نقل الواقع كما هو، بلغة صحافية محترفة، تلتزم المهنية والتوازن وبرؤية إعلامية حديثة، تحاكي العصر والمستقبل، وهي وسيلة إعلام تنشد أن تكون مساحة تلاق وحوار وتفاعل.
- تتابع «الميادين» قضايا الأمة والعالم، وتتمسك بوحدة الوطن العربي والتفاعل مع دائرته الحضارية والإستراتيجية الإقليمية، وتحرص على تضامن العالم الإسلامي والتواصل مع عالم الجنوب من موقع الانتماء.
- الشبكة معنية بملفات الحريات والإصلاح والعدالة الاجتماعية وحق الشعوب في التعبير الحر وتحديد خياراتها الوطنية الداخلية.
- تنحاز «الميادين» لثقافة التسامح ورفض التطرف والإرهاب، وتنطلق من ثابتة التنوع في النسيج العربي، بمسيحييه ومسلميه ومكوناته القومية المتعددة، وتحترم حق الاختلاف وتشجع حوار الثقافات والحضارات، وهي منبر للحوار مع الغرب الأوروبي والأميركي.
- لا تسمح القناة بأن تكون إطاراً لأي تمييز عنصري وتفرقة عرقية وتقسيم ديني وتحريض طائفي ومذهبي.
- «الميادين» ترى في القضية الفلسطينية عنوانَ تحرر وطني، وحضورُها مركزي في القناة، وتتعاطى مع الفلسطينيين كشعب واحد، وككل متكامل في الداخل، بمن فيهم فلسطينيو 48. لكنها تلتزم بسياسة السلطة الفلسطينية في رام الله خصوصا في الجانب الثقافي وتمنح حركة حماس فرص التعبير عن نفسها. هي مع فلسطين قلبا وقالبا ما عدا الجانب الثقافي.

### إدارة وموظفي القناة
غسان بن جدو رئيس مجلس الإدارة وسامي كليب مدير قسم الأخبار وتنازل نايف كريم عن منصبه كمدير عام لقناة الميادين والبقاء كعضو مجلس إدارة، ومن أبرز مراسلي القناة علي هاشم  ومن بين صحفييها لينا زهر الدين وزاهي وهبي وملحم ريا إلى جانب كمال خلف وسلمى الحاج وعماد خياط وهيثم مزاحم ومحمد علوش ووصفي الامين ورولا أبو شقرا ومنى صفوان ولانا مدور.
تم اختيار زياد حيدر مدير تحرير في مكتب دمشق، ومحمد نصر مدير تحرير في مصر. كما تم تعيين مدير مركز الدراسات الأميركية العربية والباحث في شؤون الأمن القومي الدكتور منذر سليمان مديراً لمكتب واشنطن، وسلام العبيدي كبيرا لمراسلي موسكو، ومحمد صادق الحسيني مديرا لمكتب القناة في طهران
سعت قناة الميادين إلى إستقطاب نخبة من المخرجين والمهندسين والتقنيين ذوات الخبرة في حقل الإعلام والبث الفضائي والمباشر. ومن بين مهندسيها جهاد نخلة وإسماعيل عمر ويونس فرحات ورشيد كنج ومحمد ارسلان وغازي ماضي ومصطفى فرحات وفريد عاصي وهادي بزون وحسن ناصر وحسن راضي ومحمد بركات.

## برامج القناة
- «بيت القصيد» برنامج ثقافي يقدمه الإعلامي زاهي وهبي.
- برنامج حواري مع خبراء ومفكرين وسياسيين من الغرب ستقدمه باللغة الإنكليزية الكاتبة زينب الصفار.
- «رأي مع غسان بن جدو». على يوتيوبهو برنامج حواري يقدمه الإعلامي غسان بن جدو سيتضمن آرائه وتعليقاته.
- «حديث الوطن»، وهو برنامج سياسي يومي يتناول أهم الأحداث السياسية في الوطن العربي ويتناوب على تقديمه محمد علوش وكمال خلف ومنى صفوان ويعدّه هيثم مزاحم ومحمد علوش.
- «حديث القاهرة» وهو برنامج سياسي أسبوعي يعرض كل جمعة يتناول أهم الأحداث السياسية في مصر يقدمه عماد خياط ويعدّه هيثم مزاحم.
- لعبة الأمم من تقديم الإعلامي اللبناني سامي كليب.
- «خلف الجدار» وهو برنامج يعرض الاحداث في الداخل الفلسطيني أي الأراضي المحتلة عام 1948.

## وصلات خارجية
- موقع قناة الميادين